# ベッティーノ・クラクシ
ベッティーノ・クラクシ（Bettino Craxi、1934年2月24日 - 2000年1月19日）は、イタリアの政治家。首相（閣僚評議会議長）（第66代）、イタリア社会党書記長（第12代）を歴任。

## 概要

### 政界に
ミラノで反ファシスト運動に関わった弁護士の息子に出生。イタリア社会党の学生組織で頭角を現し、1968年に初当選して政界入りする。この頃からヴィリー・ブラントやフランソワ・ミッテラン、フェリペ・ゴンザレスやアンドレアス・パパンドレウと親交を深め、このことはその後の彼の政権運営や外交関係に大いに役立った。1957年には党副書記と出世の階段を上り、76年には党書記に選出されていた。クラクシは、テレビ・メディアがイタリア家庭を席捲しつつある時代に、巧みな弁舌、偉丈夫で洗練された容姿でイタリア社会に訴えた。クラクシは経済発展のなかで急速に増加するホワイトカラーなど新中間層へアピールし、社会党を労働者の党から変貌させていった。社会党による攻勢を主導したクラクシは、共産党を政権連合から排除して与党左翼勢力内での覇権を回復する。同時にキリスト教民主党に不可欠な連合相手として社会党を売り込み、10％未満の得票率以上に権力を獲得しようとした。

### イタリア首相
1983年に社会党から初の首相に就任。政権には、キリスト教民主党、社会党、社会民主党、共和党、自由党が参加し、「五党連合（ペンタパルティート）」政権が成立した。首相クラクシを筆頭に、副首相フォルラーニ、外相アンドレオッティ、国防相にスパドリーニなど、各党の有力者を軒並み集めていた。賃金の物価スライド制（Scala mobile）を廃止するなど経済改革に取り組み長い間の停滞状態からの脱却と経済成長を実現する。またローマ教皇とコンコルダート（政教和約）を改訂し、国家と教会の不干渉を確認すると共にカトリックの国教としての地位を削除させている。外交政策でも欧州統合に取り組み、1992年のマーストリヒト条約締結への道筋をつける。
クラクシは、1987年まで2期4年首相の座にあったが、これは1945年以後のイタリア首相ではデ・ガスペリに次ぐ長さであった（その後、シルヴィオ・ベルルスコーニがこの記録を塗り替えている）。

### 国外逃亡
しかし1990年代のタンジェントポリでクラクシも汚職事件に関与したとして捜査の対象となったため、チュニジアに逃亡し、そのままイタリアに帰国することなく、ハンマメットにて心臓発作で客死した。

## クラクシ内閣
- 第1次　1983年8月4日 - 1986年8月1日
- 第2次　1986年8月1日 - 1987年4月18日